# Luisa Sigea de Velasco
Luisa Sigea de Velasco (Tarancón, 1522 — Burgos, 13 de Outubro de 1560), também conhecida por Luísa Sigeia, Luísa Sigea Toledana ou pela versão latinizada Aloysia Sygaea Toletana, foi uma poetisa e intelectual do século XVI, um dos expoentes do humanismo ibérico, que viveu boa parte da sua vida na corte portuguesa ao serviço da infanta D. Maria de Portugal (1521-1577), como dama latina. Dela disse André de Resende: Hic sita SIGAEA est: satis hoc: qui cetera nescit Rusticus est: artes nec colit ille bonas, ou seja Aqui jaz Sigea. Isto basta. Quem ignora o resto, necessitando explicação, é bárbaro, avesso às artes.

## Biografia
Luisa Sigea de Velasco terá nascido no ano de 1522 (há quem defenda que terá nascido em 1524 ou mesmo em 1530) em Tarancón, província de Toledo, terra de naturalidade de sua mãe. Era filha de Francisca de Velasco, de boas famílias daquela vila toledana, e de Diego Sigeo, nascido em França ou de família originária daquele país. Seria a mais nova dos quatro filhos do casal, dois rapazes, Diogo e António, e outra rapariga, Ângela, depois companheira de Luísa na corte de Lisboa. Seu pai era um homem culto, humanista versado na cultura clássica, que foi professor de línguas dos filhos de D. Jaime de Bragança (1479-1532), o 4.º duque de Bragança, e foi com ele que Luísa e Ângela aprenderam o latim e o grego clássico.
A vinda para Portugal de Diego Sigeo resultou da sua participação na revolta dos comuneros de Castela dirigida por Juan Lopez de Padilla (1480 – 1521), durante a qual desempenhou funções ao serviço da esposa deste, Maria Pacheco. Depois de a 24 de Abril de 1521, Juan de Padilla ter sido derrotado e executado, Diego Sigeo mantém-se com Maria Pacheco, que passou a dirigir a revolta, acompanhando-a em Fevereiro de 1522 na sua fuga para Portugal, seguindo um percurso por Castelo Branco à Guarda, Viseu, Porto e Braga, onde foi protegida pelo Arcebispo. Maria Pacheco faleceu em 1531, tendo-se Diego Sigeo mantido na sua companhia, pelo menos até 1530, data em que passou para o serviço da casa do duque de Bragança.
No início da década de 1530 Diego Sigeo chama para Portugal sua mulher e seus quatro filhos. Por essa altura, Diego, o mais velho, estudava já na Universidade de Alcalá, tendo prosseguido na Universidade de Coimbra estudos de filosofia e teologia, recebendo depois ordens sacras.
A partir da reunificação em Portugal da família, Diego Sigeo deu particular atenção à educação das suas duas filhas, Luísa e Ângela. Luísa, sobretudo, mostrou propensão para aprender línguas. Falava correntemente castelhano, francês e italiano e escrevia em latim, grego, hebraico, árabe e siríaco.
Senhora de uma invulgar cultura, que a distinguia sobremaneira das mulheres suas contemporâneas, Luísa Sigea não foi tímida a mostrar as suas habilidades. Logo em 1540, teria 18 anos de idade, através de um amigo de seu pai, o italiano Girolamo Britonio, enviou uma carta em latim ao papa Paulo III, juntando o que mais tarde chamou quosdam ingenioli mei flosculos – em português, algumas florinhas do meu jovem talento.
A julgar pelos elogios que lhe foram dedicados, além do seu talento e cultura, Luísa Sigea deverá ter sido mulher de grande beleza e com excelentes dotes sociais.
No início de 1542, quando seu pai foi "convidado" a enviá-la, com a irmã, para a corte da rainha D. Catarina, como moças de câmara. Ângela e Luísa juntaram-se então às cultas senhoras que serviam a infanta D. Maria de Portugal, irmã do rei, nomeadamente Paula Vicente, filha de Gil Vicente, e Joana Vaz. Na corte, Ângela Sigea e Paula Vicente dedicavam-se mais à música e Joana Vaz e Luísa Sigea, notáveis humanistas, eram as damas latinas.
Por esta altura, Luísa Sigea inicia a escrita de numerosas cartas e poemas, revelando-se senhora de notável cultura clássica e demonstrando que tinha acesso, provavelmente na biblioteca real, a um extenso acervo de obras dos clássicos latinos e gregos, os quais cita extensamente. Interessante é a sua correspondência com o papa Paulo III, a quem, numa pouco modesta demonstração de erudição, chega a escrever uma missiva em cinco idiomas.
Do muito que terá escrito, e que durante muitos anos terá ficado entregue aos descendentes de sua irmã em Torres Novas, pouco chegou aos nossos tempos, embora no último século um razoável número de cartas e documentos a ela referentes tenha sido redescoberto.
A sua principal obra conhecida é o Duarum Virginum Colloquium de vita aulica et privata Loysa Sigea Toletana auctore, editum Vlyssiponae, anno salutis MDLII (Diálogo de duas jovens sobre a vida pública e privada), editado em Lisboa, em latim no ano de 1552. A obra foi muito apreciada pela intelectualidade da altura, mas caiu no olvido até quase ao século XX. A obra ficou em manuscrito até 1905, data em que Manuel Serrano y Sanz a incluiu no seu livro Apuntes para una biblioteca de escritoras españolas desde el año 1401 al 1833. Foi traduzida para francês por Odette Sauvage em 1967, mas ainda não foi traduzida por inteiro para português.
O Duarum Virginum Colloquium de vita aulica et privata serviu, embora de forma ínvia, de inspiração a um apócrifo de carácter erótico, escrito por Nicolas Chorier, o qual acabou por celebrizar o nome de Luísa Sigea. Hoje o nome da escritora é bem mais conhecido através da obra de Chorier do que da sua própria.
Outra obra que também merece destaque é o poema Sintra, escrito em 1546 e impresso em Paris no ano de 1566. A obra, dedicada à infanta D. Maria de Portugal, a sempre-noiva, foi publicada por diligências desenvolvidas por Jean Nicot (de cujo apelido deriva a palavra nicotina), que fora embaixador de França em Portugal e mantinha com Diego Sigeo, o pai de Luísa, uma relação de amizade. Foi Diego Sigeo, agindo em nome da filha, quem enviou cópia do poema solicitando que Nicot o mandasse imprimir em Paris. A obra mereceu de imediato o elogio dos humanistas contemporâneos, entre os quais Jorge Coelho e Gaspar Barreiros, que escreveram epigramas elogiosos ao poema. Está publicado em tradução portuguesa na obra O Paço de Cintra, apontamentos historicos e archeologicos de António Maria Vasco de Melo César e Meneses, conde de Sabugosa.
Em Setembro de 1552, Luísa casou com Francisco de Cuevas, um fidalgo de Burgos. Do seu casamento teve Luísa Sigea uma única filha, chamada Juana de Cuevas Sigea, nascida a 25 de Agosto de 1557, a qual casou a 30 de Maio de 1580 com D. Rodrigo Ronquillo Briceño, da melhor nobreza de Burgos, e deste casamento resultou numerosa descendência.
Depois de casada, Luísa ficou ainda algum tempo na Corte, que abandonou de vez em 1555, partindo para Burgos, cidade onde o casal passa a residir. Nesse mesmo ano, o resto da família de Sigea, que vivera na corte durante mais de treze anos, aparentemente fixa-se em Torres Novas, localidade onde Ângela se casara com um elemento da nobreza local. Diego Sigeo aí faleceu, depois de 1560, e foi sepultado no convento do Carmo.
Aparentemente não se sentido feliz em Burgos, em 1558, Francisco de Cuevas e Luísa Sigea partem para Valladolid, onde entram ao serviço da Maria de Habsburgo, a filha de Filipe I de Espanha que fora rainha consorte da Hungria pelo seu casamento com Luís II da Hungria e Boémia. Francisco de Cuevas foi empregado como secretário, Luísa Sigea como dama latina. Durou pouco esta situação, pois a 18 de Outubro de 1558, a rainha da Hungria faleceu repentinamente.
Logo no ano imediato escreve a Filipe II de Espanha solicitando emprego para si e para o seu marido, alegando pobreza, algo que a documentação conhecida sobre o casal não confirma. Essa será durante os dois últimos anos da sua curta vida uma actividade constante: a procura de emprego e de reentrada na vita aulica.
Na sua busca de emprego, em princípios de 1560, Luisa Sigeia dirigiu-se a Toledo com o objectivo de solicitar, através do embaixador de França, um emprego junto de Isabelle de Valois, recém-casada com Filipe II de Espanha. Foi recebida pela nova rainha, mas não obteve o desejado emprego. Desanimada, regressou a Burgos, onde faleceu a 13 de Outubro de 1560.

## Nicolas Chorier e a obra apócrifa de Luísa Sigea
Em boa parte o interesse actual por Luísa Sigeia resulta da publicação em 1680 da obra erótica intitulada Aloysiæ Sigeæ Toletanæ satyra sotadica de arcanis amoris et veneris: Aloysia hispanice scripsit: latinitate donauit J. Meursius, da autoria do francês Nicolas Chorier. Esta obra, onde surgem alguns laivos de apologia da homossexualidade feminina, tem como única relação com o Duarum Virginum Colloquium a sua estrutura em forma de diálogo entre duas jovens sobre assuntos da vida privada. Na obra, uma das interlocutoras, já casada, conduz a outra na descoberta da sexualidade. Atribuída a uma tradução de um Ioannes Meursius imaginário, o texto é totalmente da lavra de Chorier.
A obra de Chorier foi depois traduzida para francês e para muitas outras línguas, com os mais variados títulos, sendo mais conhecida em França hoje por L’Académie des Dames ou Sept Entretiens Galants. Apesar de não ter qualquer ligação directa com Luisa Sigea, é conhecida, sobretudo no mercado inglês, por The Dialogues of Luisa Sigea, constituindo-se assim num apócrifo que acabou por ter maior divulgação que qualquer das obras da suposta autora.

## Obra publicada
- Sintra, in António Maria Vasco de Melo César e Meneses, conde de Sabugosa, O Paço de Cintra, apontamentos historicos e archeologicos, Câmara Municipal de Sintra, 1989-1990, edição facsimilada da publicada pela Imprensa Nacional de Lisboa em 1903;
- Dialogue de deux jeunes filles sur la vie de cour et la vie de retraite (1552), editada e comentada por Odette Sauvage, París, Presses Universitaires de France, 1970.